# Buddy's Pony Express
Pour plus de détails, voir Fiche technique et Distribution.
Buddy's Pony Express est un dessin animé américain réalisé par Ben Hardaway, produit par la Warner Bros. Pictures, dans la série des Buddy (Looney Tunes), sorti en 1935.
Il a été réalisé par Ben Hardaway et produit par Leon Schlesinger est crédité comme producteur associé.

## Fiche technique
- Titre original : Buddy's Pony Express
- Réalisation : Ben Hardaway
- Producteurs : Leon Schlesinger
- Musique : Norman Spencer et Bernard Brown
- Production : Leon Schlesinger Studios
- Distribution : Warner Bros. Pictures
- Format : noir et blanc - mono
- Langue : anglais
- Pays : États-Unis
- Genre : Dessin-animé
- Durée : 7 minutes
- Date de sortie : USA : 9 mars 1935
- Licence : Domaine public[1]